# Албештиј Унгурени (Арђеш)
Албештиј Унгурени (рум. Albeștii Ungureni) насеље је у Румунији у округу Арђеш у општини Албештиј де Арђеш. Oпштина се налази на надморској висини од 514 m.

## Становништво
Према подацима из 2002. године у насељу је живело 2242 становника, од којих су сви румунске националности.